# Dicranomyia (Dicranomyia) seducta
Dicranomyia (Dicranomyia) seducta is een tweevleugelige uit de familie steltmuggen (Limoniidae). De soort komt voor in het Australaziatisch gebied.